# Случай в Даш-Кале
«Случай в Даш-Кале» — советский фильм 1963 года снятый на киностудии «Туркменфильм» режиссёром Мередома Атахановым.

## Сюжет
Окончившая пединститут выросшая в городе Майя приезжает работать учителем в старый аул Даш-Кала. Молодая учительница становится свидетельницей того, как юную школьницу Солтан Атаеву, сироту, чей отец погиб на фронте, а мать умерла, пытаются продать замуж. Девочка живёт в доме своего дяди, Берды Акиевича, который собирается выдать свою племянницу замуж за выгодного жениха — местного завмага. И вовсе не из привязанности к старинным обычаям: пять тысяч рублей и пятнадцать баранов — вот цена за племянницу.
Берды Акиевич, к ужасу молодой учительницы, ещё и директор школы, и когда ему нужно обезвредить недавно приехавшую из города учительницу, вмешивающейся в судьбу своей ученицы, устраивает проработочную беседу на педсовете, упрекая её ни больше ни меньше как в неуважении к национальным традициям, а в придачу действует и вполне «современными методами»: пишет анонимное письмо, полное грязной клеветы на молодую женщину
Выслушав Майю, прокурор требует неопровержимых доказательств, которых у неё нет. Учительница обходит всех жителей аула и находит поддержку у председателю колхоза старого Гандым-Аги, который останавливает приготовление свадьбы. Майя собирается уехать в город, но вдруг снова объявляют о свадьбе: Берды Акиевич раздобыл фальшивую метрику, удостоверяющую совершеннолетие девочки, и запугал её, требуя, чтобы она молчала, когда её повезут в дом к будущему мужу. Девочка, уверенная в том, что её поддержит учительница, убегает из дома дяди, и Майя решает не возвращаться в город и своим присутствием не дать совершиться преступлению.

## В ролях
- Селби Курбанова — Мая, учительница
- Айшат Курбанова — Солтан
- Дурды Сапаров — Берды-Ага
- Куллук Ходжаев — Гандым-Ага, председатель колхоза
- Аннагуль Аннакулиева — Эне Караевна
- Майя Аймедова — Джахан
- Баба Аннанов — Полат
- Артык Джаллыев — Курк, агроном
- Сарры Каррыев — эпизод
- Сабира Атаева — эпизод

## Критика
С резкой прямотой говорилось в этом произведении о существующих и поныне феодально—байских пережитках в семейно—бытовых отношениях.— Многонациональное советское киноискусство / Лилия Маматова. — М.: «Знание», 1982. — 158 с. — стр. 126
Когда фильм вышел на экраны, в Таджикской ССР некоторые рецензенты сочли, что, разоблачая обычай калыма, авторы фильма чрезмерно «сгустили краски», что они вообще запоздали со своими обличениями, не учли реального прогресса жизни, а в реальности подобной практики уже якобы нет.